# Riu Coatzacoalcos
El riu Coatzacoalcos és un gran riu que principalment alimenta la part sud de l'estat de Veracruz, i neix a Sierra de Niltepec i creua l'estat d'Oaxaca a la regió de l'Istme de Tehuantepec, i flueix 325 quilòmetres cap al Golf de Mèxic. Inclouen els afluents El Corte, Sarabia, Jaltepec, Chalchijalpa, El Chiquito, Uxpanapa, i Calzadas. La fusió de tots aquests rius crea un dels majors fluxos de corrent a tota la regió. Dos terços dels rius són navegables.

## Llegenda
Segons la llegenda, el déu olmeca Quetzalcóatl era a bord d'una bassa feta d'una pell de serp i va navegar fins a perdre a l'horitzó. Des de llavors, el riu ha estat conegut com a Coatzacoalcos, que significa "el lloc on s'amaga la serp" en llengua nàhuatl.

## Port
La ciutat de Coatzacoalcos, a la desembocadura del riu, és un dels ports comercials més industrialitzats, considerat el tercer més important del Golf de Mèxic, que ofereix un dels mitjans de transport més importants com per a un comerç internacional els productes són importants per al negoci local de l'agricultura industrial, la silvicultura i el comerç en general, per l'Istme de Tehuantepec.

## Pol·lució
El riu Coatzacoalcos també és un dels rius més contaminats del món, en part a causa de la manca de lleis ambientals que protegeixen l'aigua pública. D'acord amb el Centre Mexicà de Dret Ambiental (CEMDA), el cos contaminant més gran és la indústria petroquímica de Mèxic Pemex.